# Слядкув-Дужи
Слядкув-Дужи (пол. Śladków Duży) — село в Польщі, у гміні Хмельник Келецького повіту Свентокшиського воєводства.
Населення — 431 особа (2011).
У 1975-1998 роках село належало до Келецького воєводства.

## Демографія
Демографічна структура на день 31 березня 2011 року:
|          | Загалом | Допрацездатний вік | Працездатний вік | Постпрацездатний вік |
| -------- | ------- | ------------------ | ---------------- | -------------------- |
| Чоловіки | 219     | 44                 | 147              | 28                   |
| Жінки    | 212     | 52                 | 110              | 50                   |
| Разом    | 431     | 96                 | 257              | 78                   |